# 佐野一彦 (哲学者)
佐野 一彦（さの かずひこ、1903年12月19日 - 1997年1月10日）は、日本の哲学者、民俗学者。旧制神戸商業大学（現神戸大学）元教授、愛知県立芸術大学元教授。ドイツ学士院フンボルト賞受賞。

## 略歴
- 1903年 東京府東京市麹町区一番町に生れる。
- 1916年 神田の明治中学校（現明治大学付属明治高等学校）に入学。
- 1917年 日比谷の東京府立第一中学校（現東京都立日比谷高等学校）に転学。
- 1920年 第一中学校4年修了、東京商科大学（現一橋大学）予科入学。
- 1923年 東京商科大学（現一橋大学）進学。
- 1926年 「ボルツァノの命題自体」をもって学士試験合格。神戸高等商業学校（現神戸大学）講師。ドイツに留学、ベルリン大学に学ぶ。
- 1929年 イタリアに旅す。鹿子木員信の日本文化研究会の「やまと」に参加。のちに妻となるエンネと知り合う。
- 1932年 後期ゴチック絵画の研究でドクトルの学位を受ける。
- 1933年 神戸商業大学（現神戸大学）助教授　哲学概論と社会学と担当。
- 1934年 妻えんねと結婚。兵庫県御影町に住む。
- 1941年 日独文化交流への貢献でドイツ学士院よりフンボルト賞を授与される。
- 1942年 神戸商業大学教授に就任、思想史と歴史哲学とを担当。
- 1945年 病をえて、岐阜県美濃加茂市伊深町に疎開。
- 1946年 公職追放。文部教官免官。
- 1951年 公職追放解除。
- 1952年 神戸商船大学講師
- 1956年 神戸山手女子学園講師、神戸大学講師
- 1966年 愛知県立芸術大学教授
- 1997年 没

## 家族・親族
- 父：佐野善作は東京商科大学（現一橋大学）初代学長。
- 妻：佐野えんねはドイツ出身でドイツ語教師・翻訳家。
- 子：川端春枝、佐野綾目。
- 孫：川端有子は児童文学研究者、川端新は日本史学者。ともに春枝と国語学者の川端善明との子である。

## 著書
- 『おのづから』（三省堂、1937年）
- 『日本歴史の精神』（甲文堂書店、1943年）
- 『こころとみち：國學の歴史精神』（靖文社、1944年）
- 『ゲェテ前後』（黎明書房、1949年）

### 編著など
- 『永遠の回帰：佐野一彦先生還暦記念論文集』（佐野先生還暦記念論文集刊行会、1964年）
- 『佐野善作伝』（編、美濃加茂 佐野一彦、1976年）
- Eine Auswahl japanischer Erzählungen vom 10. bis zum 16. Jh gemeinsam übersetzt von Kazuhiko Sano und Änne Sano-Gerber,an Hand der Originaltexte überarbeitet gemeinsam mit Harue Kawabata-Sano（ドイツ語訳日本古典短篇物語撰、京都 H.Kawabata, 1992年）

## 参考資料
- 「日本に住むと日本のくらし」佐野えんね著（国立 : 樹心社、東京 : 星雲社 (発売)、1988年）
- 「ていねいな暮らしのあったころ：佐野一彦の撮った伊深の里山」美濃加茂市民ミュージアム 編（美濃加茂ふるさとファイル; no.14、美濃加茂市民ミュージアム、2009年）